# 室井理瑶子
室井 理瑶子（むろい りよこ、1987年1月14日 - ）は、日本の女性ファッションモデル・タレント・女優である。オスカープロモーションに所属する。広島県広島市出身。

## 略歴
- 2005年3月、高校卒業まで広島県広島市に居住。
- 2005年4月、高校卒業後、進学のため上京。青山学院女子短期大学家政学科に入学。
- 2007年4月、青山学院女子短期大学家政学科卒業後、専攻科に進学。
- 2009年春、スカウトをきっかけにオスカープロモーションに所属、モデル・タレント活動を始める。

## 人物
- 本名： 室井理瑶子（むろいりよこ）
- 血液型：B型
- 趣味：お散歩・映画＆ドラマ鑑賞
- 特技：愛犬Parisの洋服作り
- 姉が1人いる。
- SDN48のメンバーだった伊東愛とは短大時代からの親友で、今でも仲が良い。
- アクターズスクール広島(ASH)出身。
- 2014年11月12日に放送されたTOKIOカケルの『方言女子としゃべってみよう!!』に出演し、広島弁を披露。

## 出演

### テレビ
- EXH〜EXILE HOUSE〜（TBS）
- 爆笑オンエアバトル チャンピオン大会（2010年3月26日・NHK総合） - 東條紗里伊と共にアシスタントとして出演
- ももえり流 可愛くハッピーライフ（スカパー!）生放送出演中
- ワンセグランチボックス（NHKワンセグ2）
- めちゃ×2イケてるッ!（フジテレビ）
- とんねるずのみなさんのおかげでした（フジテレビ）
- ロンドンハーツ（テレビ朝日）
- 東京カワイイ★TV（NHK）
- TOKIOカケル（フジテレビ）
  - 今女子常識コロッセオ
  - 方言女子と喋ってみよう!!（2014年11月12日）
- HAYARIYA(中国放送）（2015年6月12日・27日・8月16日・30日）

### テレビドラマ
- ヤマトナデシコ七変化（2010年・TBS）
- 獣医ドリトル（2010年・TBS）
- ドン★キホーテ 第3話（2011年7月 - 9月、日本テレビ）
- 絶対零度〜特殊犯罪潜入捜査〜 第7話（フジテレビ）
- UULA恋愛体感シリーズ ドラマ『モトカレ』（UULA）
- 刑事・ガサ姫〜特命・家宅捜索班〜（テレビ東京・BSジャパン）
- アウトバーン マル暴の女刑事・八神瑛子（フジテレビ土曜プレミアム）

### 雑誌
- JJ
- 髪化粧(雑誌)
- CanCam
- with
- Oggi

### CM
- アサヒビール「すらっと」
- Nozヘアサロン
- ROOTOTE
- サントリー「BOSS」

### その他
- ファッションビルOPAポスター
- 心斎橋OPA SWIMWEAR COLLECTION
- ソフトバンクモバイル「カバコレ」カタログ表紙
- チュチュアンナ
- マルイウェブチャネル
- 渋谷ガールズコレクション
- 第34回オール朝日フォトフェスティバル
- 第6回/第7回アジアビューティーエキスポ
- UP STYLE HAIR COLLECTION 2011/2012/2013/2014
- be amie sweetsプロジェクトメンバー
- i phoneアプリ「六本木　豪遊伝説」 由貴役